# Gypsophila festucifolia
Gypsophila festucifolia är en nejlikväxtart som beskrevs av Hub.-mor. Gypsophila festucifolia ingår i släktet slöjor, och familjen nejlikväxter. Inga underarter finns listade i Catalogue of Life.